# 景陵 (北魏)
景陵是中国南北朝时期北魏宣武帝元恪陵墓。位于河南省洛阳市邙山乡冢头村。墓高24米，周长314米。座北朝南，砖砌，墓室长54.8米，由墓道、封门墙、前甬道、后甬道、墓室等部分组成，方向177°.墓室南北6.73米，东西6.92米，高9.36米。平面面积约46平方米。墓顶为四角攒尖式。存二石雕俑，现高2.89米。1991年，在配合附近的洛阳古墓博物馆在其进行保护时，发现墓内时常积水且有一个十分暴露且回填难度高的盗洞，因而被批准发掘。这是新中国历史上第二座被主动发掘的古代帝王墓葬。发掘完毕后成为古墓博物馆的一部分并向大众开放。

墓道
墓室前的石像
墓室
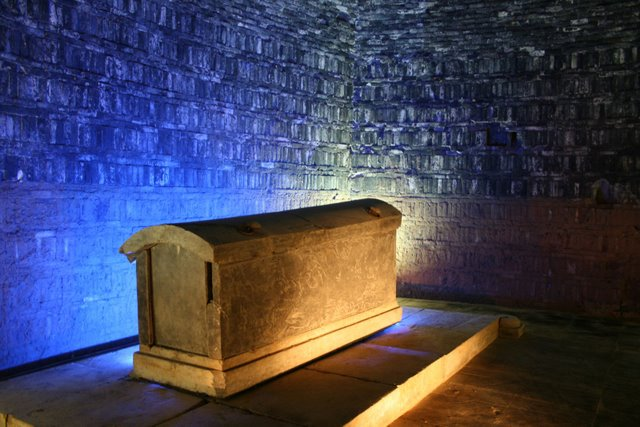
北魏宣武帝之棺